# Donato Piazza
Donato Piazza (Villasanta, Llombardia, 2 de gener de 1930 – Villasanta, 12 de setembre de 1997) va ser un ciclista italià, que fou professional entre 1950 i 1959. Combinà el ciclisme en carretera amb la pista, modalitat en la qual aconseguí tres campionats nacionals. En carretera destaquen tres etapes a la Volta a Espanya i una etapa al Giro d'Itàlia.

## Palmarès
- 1950
  - 1r al Gran Premio Liberazione
  - 1r a la Coppa del Re
  - 1r a la Milà-Busseto
- 1951
  - 1r al Giro del Monte Penice
  - Vencedor d'una etapa de la Volta a Bèlgica
- 1952
  -  Campió d'Itàlia de persecució individual
  - Vencedor de 3 etapes de la Volta al Marroc
- 1953
  -  Campió d'Itàlia de persecució individual
- 1954
  - Vencedor d'una etapa de la Volta al Marroc
- 1955
  - 1r a la Sàsser-Càller
  - Vencedor de 2 etapes de la Volta a Espanya
- 1956
  - Vencedor d'una etapa al Giro d'Itàlia
- 1957
  -  Campió d'Itàlia d'Òmnium
  - 1r al Circuit de Parma
  - Vencedor d'una etapa de la Volta a Espanya

### Resultats al Giro d'Itàlia
- 1952. 89è de la classificació general
- 1953. 66è de la classificació general
- 1955. 72è de la classificació general
- 1956. 42è de la classificació general. Vencedor d'una etapa
- 1957. Abandona
- 1958. Abandona (9a etapa)

### Resultats a la Volta a Espanya
- 1955. 43è de la classificació general. Vencedor de 2 etapes
- 1957. Abandona. Vencedor d'una etapa